# Сандрацьке поселення
Сандрацьке поселення — поселення трипільської культури етапу С2 розташоване в урочищі Пагурок у с. Сандраках Хмільницького району Вінницької області. Згідно радіовуглецевого аналізу існування поселення датується 29 ст. ВС (4185 ± 50 BP та 4210 ± 45 BP).

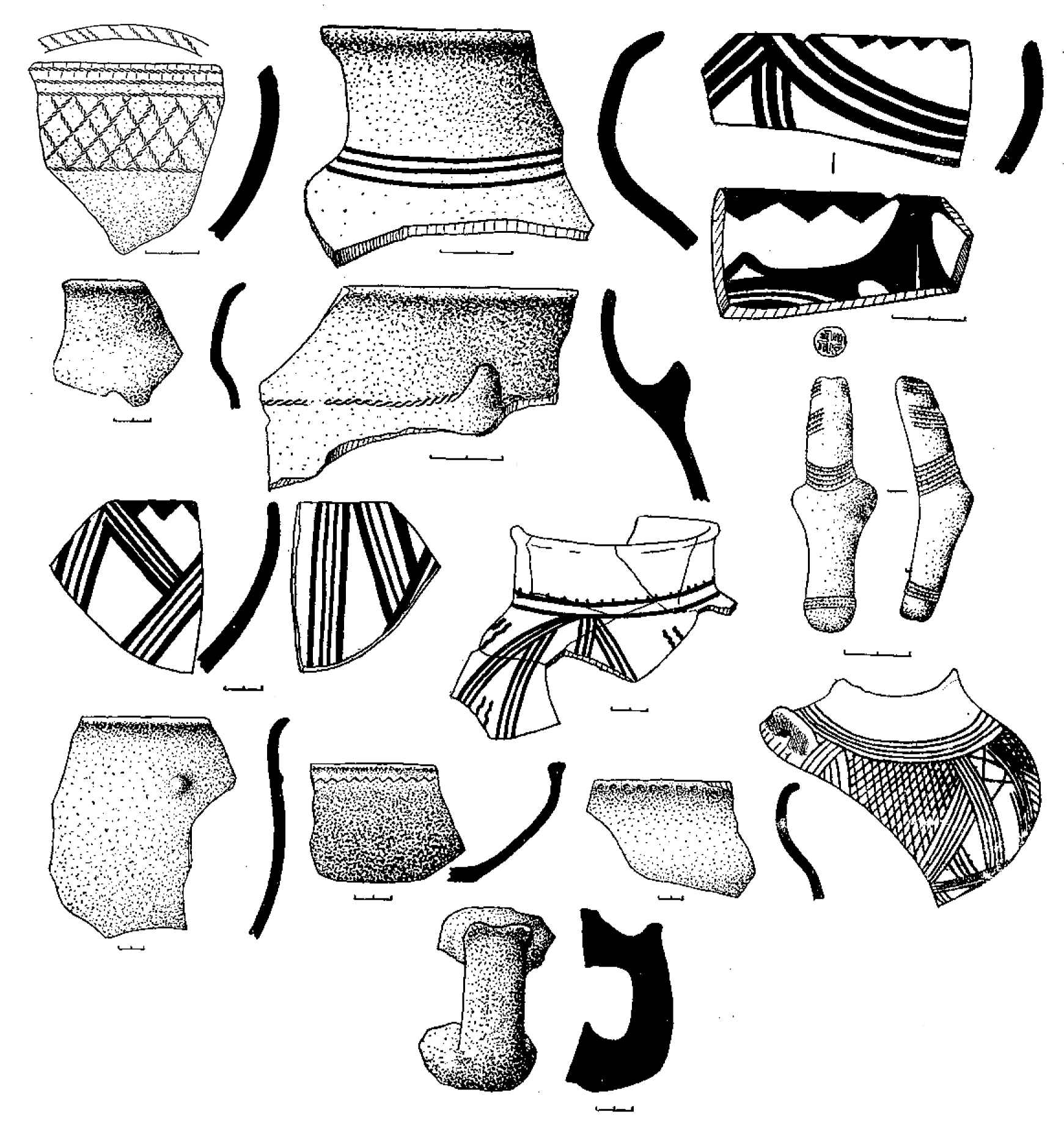
Артефакти, виявлені на поселені Сандраки (за Збенович 1972, змін.)

Відкрите П.Н. Добрянським, досліджувалось Верхньобузькою експедицією Інституту археології АН УРСР під керівництвом О.Ф. Лагодовської. При розкопах (1949–1950) знайдено залишки наземного житла, великої печі гості, призначення та господарські ями, знаряддя праці та побуту з каменю і кістки, ліпний, здебільшого орнаментований, посуд, уламки глиняних жіночих статуеток і фігурок биків, кістки свійських і диких тварин тощо. Над пізньотрипільським шаром виявлено знахідки часів, пізньої бронзи та 17 — 18 ст. Поблизу Сандрацького поселення, в урочищі Кам'яний Яр, знайдено сліди поселення середнього етапу трипільської культури, а в урочищі Куток — залишки поселення 8 сторіччя.